# Дипразеодимталлий
Дипразеодимталлий — бинарное неорганическое соединение, интерметаллид
празеодима и таллия
с формулой Pr2Tl,
кристаллы.

## Получение
- Сплавление стехиометрических количеств чистых веществ:

{\displaystyle {\mathsf {2Pr+Tl\ {\xrightarrow {940^{o}C}}\ Pr_{2}Tl}}}

## Физические свойства
Дипразеодимталлий образует кристаллы
гексагональной сингонии,
пространственная группа P 63/mmc,
параметры ячейки a = 0,5522 нм, c = 0,6869 нм, Z = 2,
структура типа индийдиникель Ni2In
.
Соединение образуется по перитектической реакции при температуре 940 °C